# شهرستان العبدیه
ناحیهٔ العبدیة (به عربی: مدیریة العبدیة) یک ناحیه در یمن است که در استان مأرب واقع شده‌است.

## خصوصیات
ناحیهٔ العبدیة ۱۳٬۰۰۰ نفر جمعیت دارد.